# Fusion au peroxyde

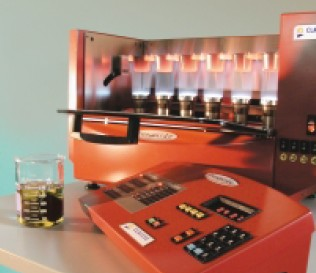
Exemple de système automatisé : le Peroxide Fluxer de CLAISSE.

La fusion au peroxyde est une méthode éprouvée de préparation d’échantillons pour l’analyse par ICP (torche à plasma), AA (absorption atomique) et/ou par voie humide.

## Description
Lors de la fusion au peroxyde, l’échantillon est oxydé à l’aide de peroxyde de sodium (Na2O2), pour ensuite être dissout dans une solution acide diluée. Cette méthode de préparation permet la dissolution complète de carbures, d’alliages, de silicium, de métaux nobles et de matériaux à haute teneur en sulfure, ainsi que de bon nombre de composés réfractaires tels que la chromite, la magnétite, l’ilménite et le rutile.
La fusion au peroxyde peut s’effectuer manuellement ou à l’aide de systèmes automatisés. Ces derniers offrent de nombreux avantages dont une productivité accrue, un niveau de sécurité supérieur et un meilleur contrôle des conditions de préparation. De plus, les systèmes automatisés minimisent les risques d’éclaboussures et de contamination croisée.

## Comparaison avec d’autres méthodes de dissolution
La digestion acide constitue la méthode de dissolution la plus commune pour de nombreux types d’échantillons. Toutefois, cette méthode comporte des risques pour la santé et la sécurité  puisqu’elle implique la manipulation d’acides concentrés. Dans certains cas, elle requiert même l’utilisation d’acide perchlorique, qui est explosif, ou d’acide fluorhydrique, lequel représente un grand danger pour la santé. En dépit de l’utilisation de ces matières dangereuses, il est souvent difficile d’obtenir une dissolution complète d’un échantillon par digestion acide.